# St. Ursula (Auerswalde)

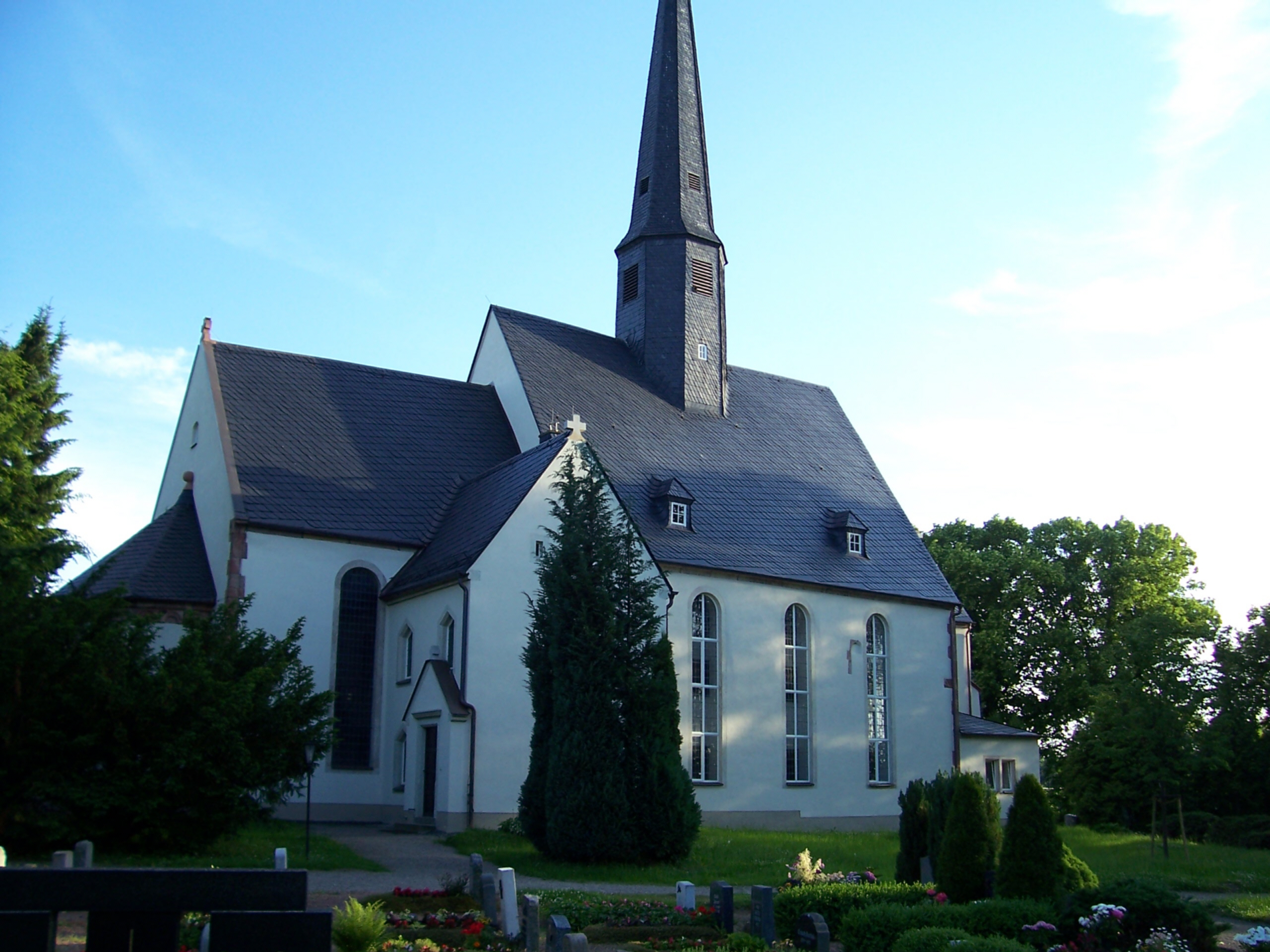
Auerswalde, St. Ursula

Die St.-Ursula-Kirche im Ortsteil Auerswalde der Gemeinde Lichtenau (Landkreis Mittelsachsen im Freistaat Sachsen) ist ein Kirchengebäude der Evangelisch-Lutherischen Landeskirche Sachsens.

## Geschichte
Es wird angenommen, dass die Kirche durch eine Familie „von Urswalde“ gestiftet wurde. Der Name „Urswalde“ ist auch durch die ältesten urkundlichen Erwähnungen von Auerswalde belegt.

## Baubeschreibung
Die ursprünglich romanische Kirche entstand im ausgehenden 12. Jahrhundert, sie wurde urkundlich erstmals 1186 erwähnt. Sie wurde als turmlose Saalkirche mit Chor und Apsis erbaut. Der Chorraum mit Apsis knickt in einem Winkel von 2,5° nach Süden hin ab.
Der Bau wurde aus Bruchstein sowie aus Rochlitzer Porphyr errichtet. Porphyr wurde hauptsächlich an dem großen Triumphbogen zwischen Saal und Chorraum, aber auch an dem Abgrenzungsbogen der Apsis sowie an der äußeren Apsis mit ihren Halbsäulen, Kapitellen und dem abschließenden Rundbogenfries verwendet. Ein Einfluss auf diese Bauweise durch die Bauhütte der Wechselburger Stiftskirche, welche zu jener Zeit ein Vorbild auch für schlichtere Dorfkirchen war, wird vermutet.
Der Dachstuhl lag ursprünglich ungefähr 2,5 m unterhalb des jetzigen Stuhles. Um 1520 wurden die Giebel und damit das Dach steiler angelegt und durch einen schlanken Turm erweitert.
In der Zeit von 1710 bis 1712 wurde die Kirche erheblich umgestaltet. Hierbei wurde ein Anbau an die westliche Vorhalle errichtet, weiterhin erfolgte der Neubau eines Beichtstuhles, der aufgrund einer veränderten Auffassung der Lutheraner vom Bußsakrament nicht mehr vorhanden ist. 1711 wurden die Gemälde an der Decke des Saales entfernt und es wurde eine neue Decke gefertigt. Weiterhin wurde die zweigeschossige Empore eingebaut und die Bestuhlung wurde erneuert. Auch die Kanzel von 1597 mit den vier Evangelisten und Jesus wurde durch eine neue ersetzt. 1712 ersetzte man auch die Decke im Chorraum.
Im Jahr 1810 wurde die Kirche in ihrem Äußeren verändert. Wegen Einsturzgefahr mussten die Sakristei sowie ein Erbbegräbnis abgebrochen werden.
Zwischen 1884 und 1885 wurde die Apsis vom Chor getrennt, und der Altaraufsatz wurde durch ein Bildnis ersetzt. Aus dieser Zeit stammt auch der Taufstein aus weißem Marmor mit der versilberten Schale. 1907 erhielt die Kirche durch einen Umbau ihr heutiges Aussehen.

## Ausstattung

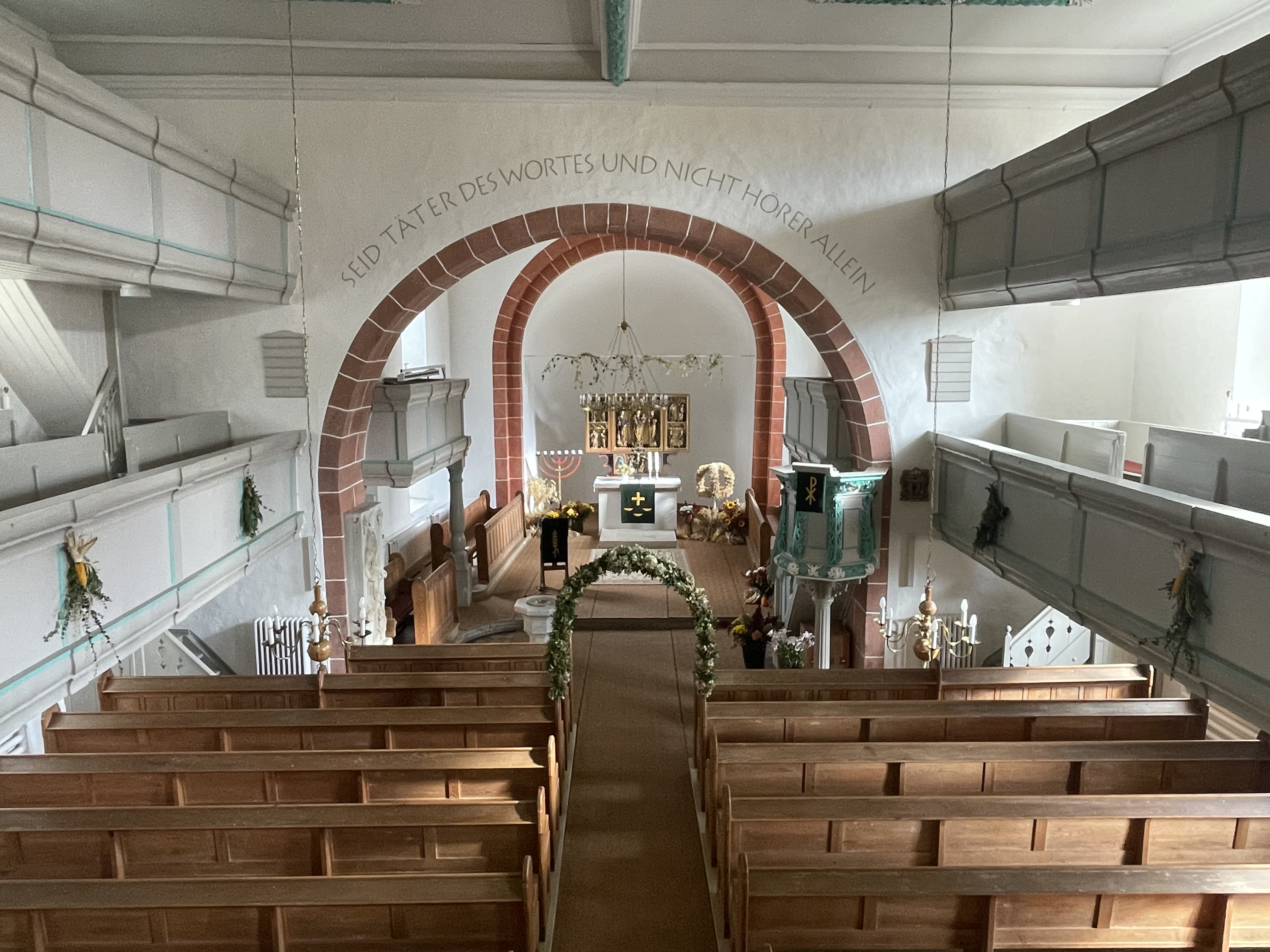
Innenraum, Blick zum Altarraum mit Apsis

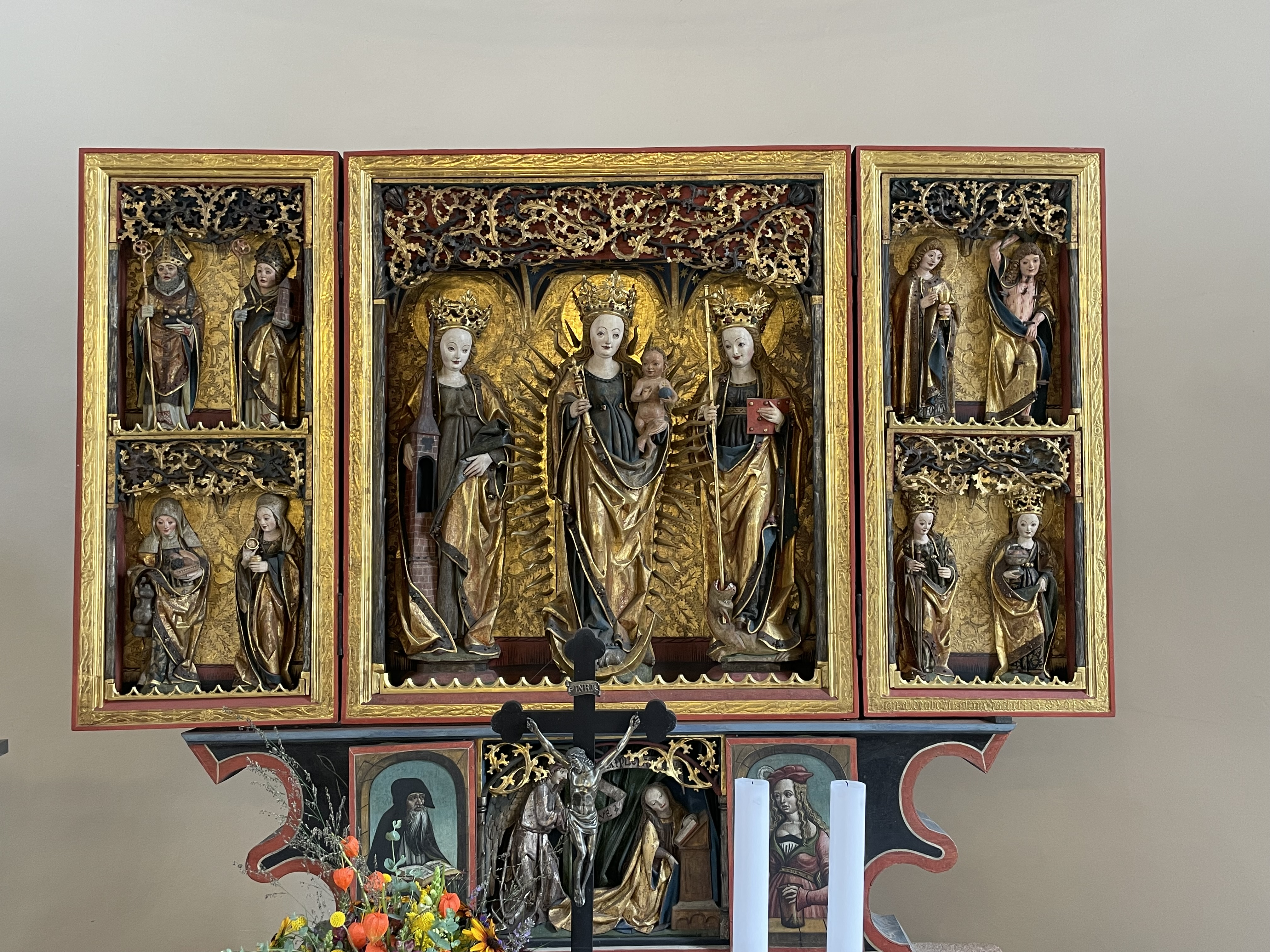
Geöffneter Flügelaltar

### Altar
Der Altar entstand um 1503, er ist ein Werk des Hauptmeisters der Altenburger Werkstatt, Jakob Naumann. Im Mittelschrein sieht man Maria im Strahlenkranz auf der Mondsichel. An ihrer Seite stehen die Heiligen Margaretha und Barbara mit ihren jeweiligen Attributen. In der Predella befindet sich eine Darstellung der Verkündigung Mariä, die durch bemalte Altarflügel verschlossen werden kann.

### Orgel

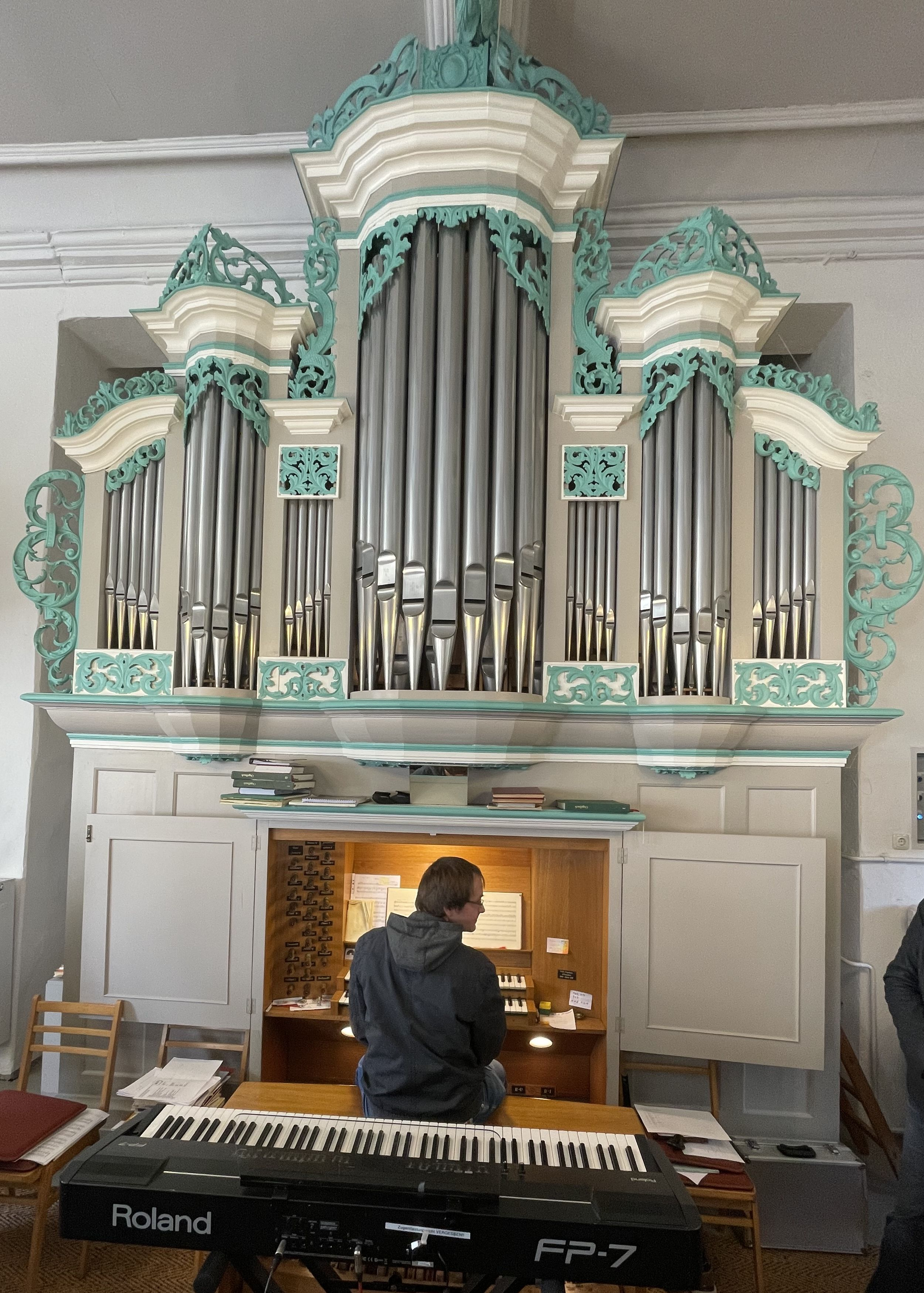
Jehmlich-Orgel von 1981

1907 wurde von den Gebrüder Jehmlich aus Dresden an der Westseite eine neue, pneumatische Orgel eingebaut. Man verwendete dabei den alten Prospekt aus der Barockzeit.
Die gegenwärtige, mechanische Orgel wurde 1981 von VEB Jehmlich Orgelbau Dresden erbaut. Sie verfügt über 1538 Pfeifen, 22 Register auf zwei Manualen und 1 Pedal.
Die Orgel soll Mitte 2025 vom Orgelbauer Christian Reinhold aus Bernsdorf generalsaniert werden. Zur Sammlung von Spenden fand am 28. März 2025 ein Benefizkonzert statt, bei welchem der Augustusburger Kantor Pascal Kaufmann Werke von A. Vivaldi, J. S. Bach, E. Grieg und A. Hollings spielte.

### Geläut

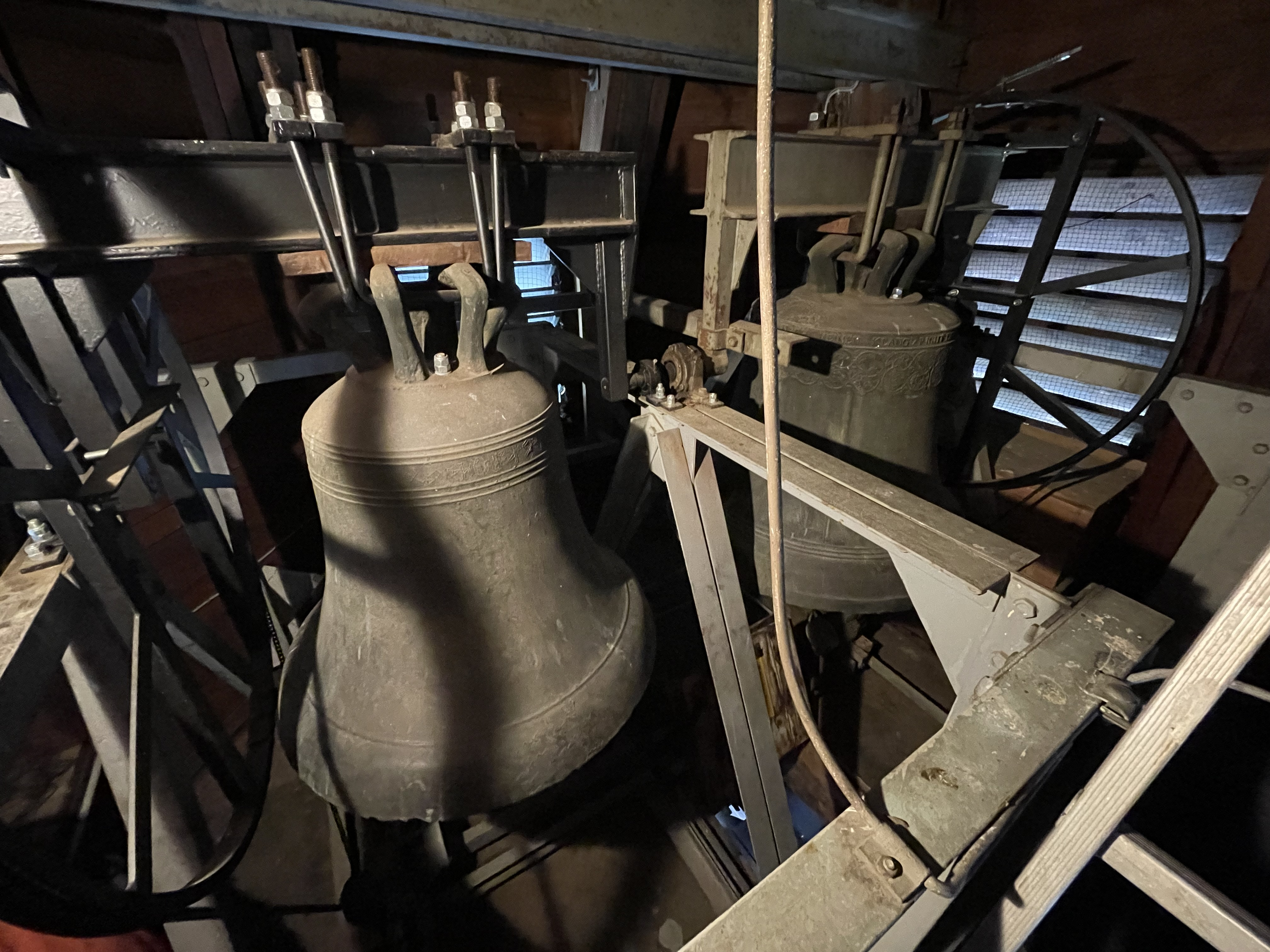
Glocken von ca. 1400 und 1608

Das Geläut besteht aus drei Bronzeglocken, der Glockenstuhl ist aus Stahl wie auch die Glockenjoche.
Im Folgenden eine Datenübersicht des Geläutes:
| Nr. | Gussdatum | Gießer                      | Material | Durchmesser | Masse  | Schlagton |
| --- | --------- | --------------------------- | -------- | ----------- | ------ | --------- |
| 1   | 1608      | Glockengießerei W. Hilliger | Bronze   | 1064 mm     | 750 kg | g′        |
| 2   | um 1400   | Glockengießerei unbekannt   | Bronze   | 925 mm      | 530 kg | b′        |
| 3   | 1632      | Glockengießerei G. Hilliger | Bronze   | 696 mm      | 230 kg | e″        |

Die Glocken werden elektrisch mit moderner Frequenzumrichtersteuerung betrieben.

### Sonstiges
Erhalten ist eine Sanduhr von 1715 neben der Kanzel. Hierzu gibt es die Legende, dass die Ehefrau eines Pfarrers sie ihrem Mann geschenkt hätte, damit er beim Predigen das richtige Zeitmaß einhalten könne. Nach einer Restauration 1983 wurde diese Sanduhr wieder angebracht.

## Zugehörigkeit, Mitarbeiter
Die Kirche und die Kirchgemeinde sind dem evangelisch-lutherischen Kirchenbezirk Chemnitz, Region Nord/Burgstädt zugeordnet.

Pfarramtsleiter für die Region Burgstädt-Glösa ist Pfarrer Sandro Göpfert.

Amtierender Pfarrer ist seit Februar 2015 Gerald Brause, Kantor ist Andreas Voigtländer. Beide sind ebenfalls in der ev.-luth. Kirchgemeinde Wittgensdorf tätig.